# Garrulax sukatschewi
Garrulax sukatschewi е вид птица от семейство Leiothrichidae. Видът е световно застрашен, със статут Уязвим.

## Разпространение
Видът е разпространен в Китай.